# Barguna
Barguna este un oraș din Bangladesh.

## Legături externe
- Site oficial Arhivat în 4 mai 2015, la Wayback Machine.